# Lac d'Oeschinen
Le lac d'Oeschinen (en allemand : Oeschinensee) est un lac des Alpes bernoises en Suisse.

## Géographie

Voie lactée durant les Perséides photographié depuis Oeschinensee.

Le lac d'Oeschinen est alimenté par plusieurs torrents de montagnes en provenance du Doldenhorn, du Fründenhorn du Blümlisalp et du Blümlisalpgletscher. Il coule ensuite vers l'ouest par l'Öschibach qui rejoint la Kander à Kandersteg.